# VARA
Pour les articles homonymes, voir Vara.
VARA (à l'origine, un acronyme pour Vereeniging Arbeiders Radio Amateurs, « Association des radioamateurs travailleurs » en néerlandais) est un ancien groupe audiovisuel public néerlandais de radio et de télévision d'obédience socialiste, fondé le 1er novembre 1925, faisant partie de la Nederlandse Publieke Omroep (Radiodiffusion publique des Pays-Bas).
Le 1er janvier 2014, VARA a fusionné avec BNN pour former BNNVARA.

## Programmes

### Télévision
- Le meilleur chanteur-compositeur-interprète de Pays-Bas (nl), émission diffusée par la VARA et le BNN.